# Liczba zmydlania
Liczba zmydlania, IS - ilość mg wodorotlenku potasu potrzebna do zobojętnienia wolnych kwasów i zmydlenia estrów zawartych w 1 g substancji.
Liczba zmydlania jest sumą liczby kwasowej i estrowej.